# کراسرودز (ایلینوی)
کراسرودز (به انگلیسی: The Crossroads) یک منطقهٔ مسکونی در ایالات متحده آمریکا است که در شهرستان کلهون، ایلینوی واقع شده‌است. کراسرودز ۱۹۵٫۹۹ متر بالاتر از سطح دریا واقع شده‌است.